# ميرا دي غروت
ميرا دي غروت (بالإنجليزية: Myra De Groot)‏ هي ممثلة أسترالية، ولدت في 4 يوليو 1937 في لندن في المملكة المتحدة، وتوفيت في 4 أبريل 1988 في ملبورن في أستراليا بسبب سرطان.

## وصلات خارجية
- ميرا دي غروت على موقع IMDb (الإنجليزية)
- ميرا دي غروت على موقع قاعدة بيانات الفيلم (الإنجليزية)